# Horace François Bastien Sébastiani de La Porta

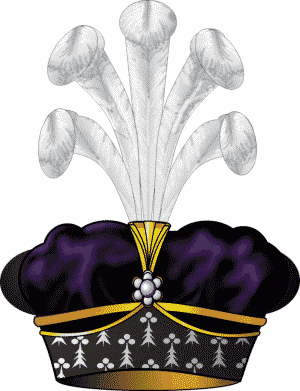
Conte al Imperiului Francez

Horace François Bastien Sébastiani de La Porta (în corsicană: Oraziu Francescu Bastianu Sebastiani De A Porta; 17 noiembrie 1772 – 20 iulie 1851) a fost un militar, diplomat și politician francez, care a servit ca ministru al marinei, ministru al afacerilor externe și ministru de stat sub Monarhia din Iulie. 
S-a alăturat Armatei Revoluționare Franceze în tinerețe, avansând în ierarhia militară înainte de a deveni un susținător al lui Napoleon Bonaparte. Sébastiani a fost trimis al Consulatului Francez în Levant, elaborând planuri pentru recucerirea Egiptului Otoman și îndeplinind mai târziu funcția de ambasador al Imperiul la Sublima Poartă. În aceasta din urmă calitate, a încercat să crească influența franceză și a semnalat activitățile pro-ruse din Principatele Dunărene, provocând astfel Războiul Ruso-Turc din 1806-1812. În 1807 Sébastiani a organizat apărarea Constantinopolului în timpul Operațiunii Dardanele. Rechemat din cauza presiunilor britanice după răsturnarea de la putere a sultanului Selim al III-lea, el a participat la Războiul Peninsular și a locuit în Alhambra, a luat parte la Campania din Rusia și a apărat regiunea Champagne în fața a celei de-a Șasea Coaliții.
Sébastiani a recunoscut Restaurația Bourbonică, dar s-a alăturat lui Napoleon în timpul celor o sută de zile, fiind ales în Camera Deputaților pentru prima dată în 1815. Exilat o scurtă perioadă după întoarcerea regelui Ludovic al XVIII-lea, a fost din nou recunoscut ca deputat în 1819, făcând parte din facțiunea stângistă, sprijinind politica liberală și intrând în conflict cu guvernul condus de Jean-Baptiste de Villèle. După Revoluția din Iulie, l-a sprijinit pe noul rege Ludovic-Filip. În perioada cât Sébastiani a îndeplinit funcția de ministru de externe (1830-1832), Franța s-a implicat în Revoluția belgiană, a refuzat să susțină Revolta din Noiembrie, s-a elaborat o soluție controversată într-un litigiu comercial cu Statele Unite ale Americii și a avut loc ocupația franceză a Anconei. În anii ulteriori, el a fost funcționar de rang înalt al Guvernului Francez, îndeplinind funcția de ambasador. În anul 1840 a fost numit Mareșal al Franței.
Asasinarea în 1847 a fiicei sale, Francoise, Ducesă de Praslin a contribuit în mod indirect la declanșarea Revoluției de la 1848.